# Leichtathletik-Länderkämpfe mit deutscher Beteiligung 1922
| Einziger Leichtathletik-Länderkampf mit deutscher Beteiligung 1922 | Einziger Leichtathletik-Länderkampf mit deutscher Beteiligung 1922 | Einziger Leichtathletik-Länderkampf mit deutscher Beteiligung 1922 | Einziger Leichtathletik-Länderkampf mit deutscher Beteiligung 1922 |
| ------------------------------------------------------------------ | ------------------------------------------------------------------ | ------------------------------------------------------------------ | ------------------------------------------------------------------ |
|                                                                    |                                                                    |                                                                    |                                                                    |
| Länderkampf 1922 SUI – GER                                         |                                                                    |                                                                    |                                                                    |
| Basel 3. September 1922                                            | Basel 3. September 1922                                            | 1. GER 2. SUI                                                      | 49 P 89 P                                                          |
| Chronik                                                            |                                                                    |                                                                    |                                                                    |
| ← Länderkämpfe 1921                                                | ← Länderkämpfe 1921                                                | Länderkämpfe 1923 →                                                | Länderkämpfe 1923 →                                                |

Wie schon im Vorjahr trug Deutschland im Jahr 1922 einen Leichtathletik-Länderkampf aus, wieder gegen die Schweiz. Die Veranstaltung wurde am 3. September wie im Vorjahr in der Schweizer Stadt Basel ausgetragen. Beteiligt waren in diesen Anfangsjahren nur Männer, die Frauen trugen 1928 ihren ersten Länderkampf aus, dem Jahr, in dem Frauen in der Leichtathletik auch zum ersten Mal an Olympischen Spielen teilnehmen durften. Die beiden Länder trugen diesen Länderkampf bis einschließlich 1938 mit Ausnahme des Olympiajahres 1936 in jedem der folgenden Jahre aus.
Den Vergleich entschied Deutschland mit diesmal 49 (Straf-)Punkten gegenüber 89 (Straf-)Punkten der Schweizer Mannschaft für sich. Es war der zweite Länderkampf der deutschen Mannschaft und bis einschließlich 1924 gab es jährlich diesen einen Länderkampf gegen die Schweiz. In den nachfolgenden Jahren steigerte sich die Zahl der Länderkämpfe langsam, aber stetig.

## Modus
Wie beim ersten Länderkampf der deutschen Leichtathletikgeschichte traten zwei Athleten je Wettbewerb und Nation gegeneinander an – ein Modus, der sich bei Länderkämpfen in späteren Jahren fest etablierte. Gewertet wurde hier allerdings noch anders: In den Einzeldisziplinen war die Platzierung identisch mit den vergebenen Punkten. In den beiden Staffeln brachte Platz eins einen Punkt und das Team auf Rang zwei erhielt drei Punkte. Es handelte sich also um ein System von Strafpunkten, aus der die Mannschaft mit der niedrigeren Punktzahl als Sieger hervorging.